# 1. Magyar Filmdíj-gála
Az 1. Magyar Filmdíj átadó ünnepségre, amelyen a 2016-ban forgalomba hozott, s a Magyar Filmakadémia tagjai által legjobbnak ítélt magyar alkotásokat részesítik elismerésben, a 2. Magyar Filmhét záróeseményeként 2016. március 6-án került sor Budapesten, a Nemzeti Színházban. A gálaest műsorvezető házigazdája Hajós András volt.
A filmhétre, illetve a díjra 2016. január 18-ig lehetett nevezni olyan alkotásokkal, melyek 2015. január 1. és december 31. között kerültek moziforgalmazásba vagy televíziós sugárzásba, illetve nemzetközi filmfesztiválon versenyben vagy versenyen kívül szerepeltek. Tekintettel arra, hogy a 2014 októberében megtartott 1. Magyar Filmhéten nem került sor díjazásra, az akkor nevezett filmek automatikusan részt vettek a megmérettetésben. Mivel finanszírozási gondok, majd a Magyar Filmszemle megszűnésével 2011 óta nem volt magyar filmes verseny, a nagyjátékfilmek esetében a 2012. február 5-től forgalomba került alkotások nevezését fogadták el.
A kijelölt határidőig 251 darab, 2015-ben készült filmet neveztek hat kategóriában: 19 nagyjátékfilmet, 13 tv-játékfilmet, 76 dokumentumfilmet, 34 ismeretterjesztő filmet, 72 kisjátékfilmet (max. 40 perc), valamint 37 animációs filmet. Közülük a Filmakadémia által kiválasztott ötfős előzsűri állította össze a hivatalos versenyprogramot, melyet 2016. február 1-jén jelentettek be. A végső, tizennyolc (6 filmes és 12 alkotói) kategóriában öt-öt alkotást, illetve művészeket tartalmazó jelölések listáját a díjátadó előtti nap hozták nyilvánosságra.
A legtöbb jelölést Ujj Mészáros Károly fantasy vígjátéka, a Liza, a rókatündér kapta, 13 kategóriában összesen 15 jelöléssel. Ugyancsak jelentős számú, 11 jelölést kapott Szász Attila televíziós filmdrámája, a Félvilág. Mellettük 8 jelöléssel indult a végső szavazatokért az Anyám és más futóbolondok a családból, hattal a Swing és öt-öttel a Hajnali láz és az Isteni műszak. Több színészi kategóriában is előfordult, hogy egy-egy alkotás két szereplőjének kellett megküzdenie egymással (legjobb női főszereplő, legjobb női, illetve férfi mellékszereplő).
A másnapi díjátadón kiderült, hogy a papírforma érvényesült: a Liza, a rókatündér alkotói hét alkalommal vehették át a nemzeti színű szalaggal feldíszített, filmorsót magasba emelő szobrocskát, míg a Félvilág négy díjat sepert be. A további díjakon egy-egy alkotás osztozott. A megmérettetés legnagyobb vesztese az Anyám és más futóbolondok a családból című négygenerációs filmdráma lett: 8 jelöléséből egyetlen díjat sem nyert meg.
Az alkotók kérésére nem vett részt a versenyben a Saul fia, viszont a frissen Golden Globe- és Oscar-díjas magyar filmet nem akarták elismerés nélkül hagyni, ezért a Filmakadémia különdíját vehette át a rendező, Nemes Jeles László.

## Díjak és jelölések

### Versenydíjak
A nyertesek a táblázat első sorában, félkövérrel vannak jelölve.
| Filmes díjak | Filmes díjak |                      |
| Legjobb nagyjátékfilm | Legjobb tv-játékfilm | Legjobb tv-játékfilm |
| --- | --- | -------------------- |
| - Liza, a rókatündér, producer: Major István (rendező: Ujj Mészáros Károly) - A nagy füzet, producer: Sándor Pál, Sőth Sándor (rendező: Szász János) - Anyám és más futóbolondok a családból, producer: Garami Gábor, Dettre Gábor, Nicole Gerhardt, Kalin Kalinov (rendező: Fekete Ibolya) - Isteni műszak, producer: Bodzsár István ( rendező: Bodzsár Márk) - VAN valami furcsa és megmagyarázhatatlan, producer: Berkes Júlia, Bosnyák Miklós, Petrányi Viktória (rendező: Reisz Gábor) | - Félvilág, producer: Lajos Tamás, Mink Tamás (rendező: Szász Attila) - A fekete múmia átka, producer: Lajos Tamás, Mink Tamás (rendező: Madarász Isti) - A kőmajmok háza, producer: Kálomista Gábor (rendező: Fonyó Gergely) - Hivatal, producer: László Sára, Gerő Marcell (rendező: Nagy Viktor Oszkár) - Ketten Párizs ellen, producer: Papp Gábor Zsigmond, Angelusz Iván (rendező: Papp Gábor Zsigmond) |                      |
| Legjobb dokumentumfilm | Legjobb ismeretterjesztő film |                      |
| - Drifter, rendező: Hörcher Gábor - Anyám levelei Sztálin elvtársnak, rendező: Mészáros Márta - Budapest ostroma, rendező: Babos Tamás - Káin gyermekei, rendező: Gerő Marcell - Tititá, rendező: Almási Tamás | - Vad Kunság- A Puszta rejtett élete, rendező: Mosonyi Szabolcs - A kőbaltás ember – Érdi medvevadászok, rendező: Gauder Áron - A nagyszerelmű város, rendező: Csukás Sándor, Oláh Kata - Az ég felé nyitott tanterem, rendező: Székely Orsolya - Kis kamerák, nagyvadak, rendező: Tóth Zsolt Marcell |                      |
| Legjobb kisjátékfilm | Legjobb animációs film |                      |
| - Betonzaj, rendező: Kovács István - Az Elmenetel, rendező: Tóth Barnabás - En Passant, rendező: Oláh Kata - Levelek anyámtól, rendező: Dér Asia - Terminál, rendező: Simonyi Balázs | - Kojot és a szikla, rendező: Gauder Áron - Az Árpádok emlékezete: III. Béla király, rendező: Jankovics Marcell - Az ostoba Matjus, rendező: Cakó Ferenc - Egy komisz kölyök naplója – 4. epizód: Betty néninél, rendező: Gyulai Líviusz - Hoppi mesék – A titokzatos levél, rendező: Rofusz Ferenc |                      |
| Alkotói díjak | |                      |
| Legjobb rendező | Legjobb forgatókönyvíró |                      |
| - Ujj Mészáros Károly – Liza, a rókatündér - Fekete Ibolya – Anyám és más futóbolondok a családból - Gárdos Péter – Hajnali láz - Pálfi György – Szabadesés - Reisz Gábor – VAN valami furcsa és megmagyarázhatatlan | - Köbli Norbert – Félvilág - Bodzsár Márk – Isteni műszak - Fekete Ibolya – Anyám és más futóbolondok a családból - Gárdos Péter – Hajnali láz - Hegedűs Bálint, Ujj Mészáros Károly – Liza, a rókatündér |                      |
| Legjobb női főszereplő | Legjobb férfi főszereplő |                      |
| - Balsai Móni – Liza, a rókatündér - Básti Juli – Anyám és más futóbolondok a családból - Gryllus Dorka – Félvilág - Kovács Patrícia – Félvilág - Ónodi Eszter – Anyám és más futóbolondok a családból | - ifj. Vidnyánszky Attila – Veszettek - Bede-Fazekas Szabolcs – Liza, a rókatündér - Gáspár Tibor – Anyám és más futóbolondok a családból - Kulka János – Swing - Thuróczy Szabolcs – Szerdai gyerek |                      |
| Legjobb női mellékszereplő | Legjobb férfi mellékszereplő |                      |
| - Csákányi Eszter – Utóélet - Gubík Ági – Liza, a rókatündér - Jordán Adél – Isteni műszak - Molnár Piroska – Liza, a rókatündér - Petrik Andrea – Hajnali láz | - Kulka János – Félvilág - Bán János – Liza, a rókatündér - Cserna Antal – Liza, a rókatündér - Derzsi János – A nagy füzet - Gálffi László – Utóélet |                      |
| Legjobb vágó | Legjobb hangmester |                      |
| - Czakó Judit – Liza, a rókatündér - Barsi Béla – Swing - Fiers Ádám – Hajnali láz - Hargittai László – Félvilág - Kovács Zoltán – Veszettek | - Balázs Gábor – Swing - Tőzsér Attila – Isteni műszak - Juhász Róbert, Madácsi Imre – Liza, a rókatündér - Major Csaba – Félvilág - Zányi Tamás – Szabadesés |                      |
| Legjobb operatőr | díszlet/látvány/jelmez |                      |
| - Nagy András – Félvilág - Garas Dániel – Swing - Győri Márk – Víkend - Máthé Tibor – Aglaja - Szatmári Péter – Liza, a rókatündér | - Hujber Balázs, Bárdosi Ibolya – Liza, a rókatündér - Horgas Péter, Jánoskúti Márta – Hajnali láz - Stork Csaba, Szakács Györgyi – Aglaja - Valcz Gábor, Breckl János – Isteni műszak - Valcz Gábor, Szakács Györgyi – Félvilág |                      |
| Legjobb zeneszerző | Legjobb smink-, fodrász- és maszkmester |                      |
| - Tövisházi Ambrus, Csengery Dániel – Liza, a rókatündér - Faltay Csaba – Swing - Novák János – Anyám és más futóbolondok a családból - Parádi Gergely – Félvilág - Presser Gábor – Szerdai gyerek | - Horváth Csilla, Rácz Erzsébet, Kapás Nóra – Liza, a rókatündér - Ágoston Zsombor, Nagy Viktor – Swing - Forgács Erzsébet, Csatári Viktória, Elena Zvarich, Gabriela Pavlova, Desislava Ilkova, Balázs Krisztina – Anyám és más futóbolondok a családból - Hortobágyi Ernella, Végh Attila – Félvilág - Rácz Erzsébet, Vitray Júlia – Aglaja                                                                 |                      |

### Különdíj
| A film címe | Rendező            | Producer                 |
| ----------- | ------------------ | ------------------------ |
| Saul fia    | Nemes Jeles László | Sipos Gábor, Rajna Gábor |

## Többszörösen jelölt és díjazott alkotások
| Jelölés | Díj | Cím                                      |
| ------- | --- | ---------------------------------------- |
| 15      | 7   | Liza, a rókatündér                       |
| 11      | 4   | Félvilág                                 |
| 8       | 0   | Anyám és más futóbolondok a családból    |
| 6       | 1   | Swing                                    |
| 5       | 0   | Hajnali láz                              |
| 5       | 0   | Isteni műszak                            |
| 2       | 1   | Utóélet                                  |
| 2       | 1   | Veszettek                                |
| 2       | 0   | Aglaja                                   |
| 2       | 0   | A nagy füzet                             |
| 2       | 0   | Szabadesés                               |
| 2       | 0   | Szerdai gyerek                           |
| 2       | 0   | VAN valami furcsa és megmagyarázhatatlan |

| Jelölés | Díj | Név                 |
| ------- | --- | ------------------- |
| 3       | 1   | Ujj Mészáros Károly |
| 2       | 0   | Fekete Ibolya       |
| 2       | 0   | Gárdos Péter        |
| 2       | 1   | Kulka János         |
| 2       | 0   | Valcz Gábor         |

## Díjátadó személyek
A Magyar Filmakadémia a következő személyeket kérte fel a díjak átadására:
- Pataki Ági
- Szarvas József
- Szabó Simon
- Vecsei Kinga
- Söptei Andrea
- Trokán Nóra
- Kaszás Géza
- Auksz Éva
- Ónodi Eszter
- Mohai Tamás
- Fullajtár Andrea
- Jancsó Dávid
- Gryllus Dorka
- Kovács Patrícia
- Ternovszky Béla
- Árpa Attila
- Balázsovits Edit
- Fehér Tibor
- Elek Judit
- Osvárt Andrea
- Mátyássy Bence
- Balsai Móni
- Koltai Lajos
- Petrik Andrea
- Sütő András
- Herendi Gábor
- Fenyő Iván
- Schell Judit
- Dobó Kata
- Petrányi Viktória
- Fekete Ernő